# Граф Линкольн
Граф Линкольн (англ. Earl of Lincoln) — один из дворянских титулов средневековой Англии, сохранившийся до настоящего времени. С XII века этот титул учреждался восемь или девять раз. Среди его наиболее известных носителей — Джон де ла Поль, наследник английского престола при короле Ричарде III и лидер йоркистов в конце войны Алой и Белой розы. С 1572 года титул принадлежит дому Клинтонов. В настоящее время титулом обладает Роберт Эдвард Файнс-Клинтон (р. 1972), 19-й граф Линкольн.

## История титула
По всей видимости, впервые титул графа Линкольна был учреждён королём Стефаном Блуаским около 1139 года для Вильгельма д’Обиньи, 1-го графа Арундела (ум. 1176). Хотя свидетельства об использовании Вильгельмом этого титула относятся к 1143 году, очевидно пожалование состоялось существенно раньше, поскольку оно стало одной из причин участия Вильгельма де Румара (ум. 1161), одного из крупнейших феодалов Линкольншира, в заговоре против короля в 1140 году. В декабре 1140 года Стефан Блуаский был вынужден удовлетворить претензии Румара и пожаловать ему титул графа Линкольна. Однако уже в 1147 году, вероятно в связи с участием Вильгельма де Румара в мятеже Ранульфа де Жернона, титул был передан Гилберту де Ганду (ум. 1156), одному из верных соратников короля.
В 1217 году графом Линкольна стал Ранульф де Блондевиль, 4-й граф Честер, один из самых могущественных аристократов начала XIII века, игравший центральную роль в английской администрации в период несовершеннолетия Генриха III. После его смерти в 1232 года титул графа Линкольн был признан за Джоном де Ласи (ум. 1240), женатом на племяннице Ранульфа, и его потомками. Последняя графиня Линкольн из рода де Ласи была замужем за Томасом Плантагенетом, графом Ланкастером (ум. 1322), что привело к переходу владений графов Линкольн к Ланкастерам. В середине XIV века титул носил Генри Гросмонт (ум. 1361), герцог Ланкастер, один из крупнейших английских полководцев начала Столетней войны. После его смерти титул вернулся в распоряжение короны.
В 1467 году титул графа Линкольна был пожалован юному Джону де ла Полю (ум. 1487), племяннику английских королей Эдуарда IV и Ричарда III из дома Йорков. В период правления последнего граф Линкольн был провозглашён наследником короны Англии. После гибели Ричарда III в битве при Босворте в 1485 году и захвата английского престола Генрихом VII Тюдором, Джон де ла Поль возглавил партию Йорков. В 1487 г. граф Линкольн руководил вторжением в Англию и был убит в сражении при Стоук Филд, последнем сражении войны Алой и Белой розы.
Следующая креация титула состоялась в 1525 году. Графом Линкольном стал Генри Брэндон (ум. 1534), единственный сын Чарльза Брэндона, герцога Саффолка, и Марии Тюдор, младшей сестры короля Генриха VIII. Ранняя смерть Генри Брэндона, скончавшегося бездетным в 1534 году, существенно осложнила проблему наследования английской короны, что позволило племяннице графа Линкольна леди Джейн Грей в 1553 году ненадолго завладеть престолом Англии.
Современные графы Линкольны ведут свою происхождение от Эдварда Клинтона (ум. 1582), лорда-адмирала Англии в период правления Эдуарда VI, Марии I и Елизаветы I, который в 1572 году был пожалован титулом графа Линкольн. С этого времени титул принадлежал дому Клинтонов. В 1768 году Клинтоны унаследовали также титул герцога Ньюкасл-андер-Лайн. Среди графов Линкольн из дома Клинтонов наиболее известны Генри Пелэм-Клинтон (ум. 1864), 5-й герцог Ньюкасл-андер-Лайн, который был военным министром Великобритании в правительстве Джорджа Гамильтона, а также Фрэнсис Пелэм-Клинтон-Хоуп, 8-й герцог Ньюкасл-андер-Лайн (ум. 1941), владелец знаменитого алмаза Хоуп. После прекращения прямой мужской линии рода Клинтонов в 1988 г. герцогский титул перестал существовать, а титул графа Линкольн перешёл по наследству к потомку младшей линии Клинтонов Эдварду Хорасу Файнс-Клинтону (ум. 2001), проживавшему в пригороде Перта в Западной Австралии и узнавшему о своём праве на титул из газет. В настоящее время титул графа Линкольн принадлежит его внуку Роберту Эдварду Файнс-Клинтону (род. 1972).
Резиденцией графов Линкольн из дома Клинтонов являлся Кламбер-Хаус в Ноттингемшире, разрушенный в 1938 году.

## Список графов Линкольн

### Граф Линкольн, первая креация (1139)
- Вильгельм д’Обиньи, граф Линкольн, 1-й граф Арундел (ок. 1109—1176), упомянут в качестве графа Линкольна в 1143 году

### Граф Линкольн, вторая креация (1140)
- Вильгельм де Румар, граф Линкольн (1096—1161)
  - Вильгельм III де Румар (ум. 1198), внук предыдущего, возможно носил титул графа Линкольна в 1160—1166 гг.

### Граф Линкольн, третья креация (1147)
- Гилберт де Ганд, граф Линкольн (1120—1156)

### Граф Линкольн, четвёртая креация (1217)
- Ранульф де Блондевиль, граф Линкольн, 4-й граф Честер (1172—1232), внучатый племянник Вильгельма де Румара;
- Хависа Честерская, графиня Линкольн (1175/1181—1241/1243), сестра предыдущего.

### Граф Линкольн, пятая креация (1232)
- Джон де Ласи, 1-й граф Линкольн (1192—1240), муж Маргариты де Квинси (ум. 1266), дочери предыдущей;
- Эдмунд де Ласи, 2-й граф Линкольн (1230—1257), сын предыдущего;
- Генри де Ласи, 3-й граф Линкольн (1251—1311), сын предыдущего;
- Алиса де Ласи, 4-я графиня Линкольн (1281—1348), дочь предыдущего, замужем за Томасом Плантагенетом, 2-м графом Ланкстер.

### Граф Линкольн, шестая креация (1349)
- Генри Гросмонт (ок. 1310—1361), граф (с 1345) и герцог Ланкастер (c 1351), граф Дерби (c 1337), граф Линкольн, племянник супруга предыдущей.

### Граф Линкольн, седьмая креация (1467)
- Джон де Ла Поль, граф Линкольн (1462—1487), племянник короля Ричарда III

### Граф Линкольн, восьмая креация (1525)
- Генри Брэндон, граф Линкольн (ок. 1523—1534), сын Чарльза Брэндона, 1-го герцога Саффолка, и Марии Тюдор, младшей сестры короля Генриха VIII

### Граф Линкольн, девятая креация (1572)
- Эдвард Клинтон, 1-й граф Линкольн (1512—1585);
- Генри Клинтон, 2-й граф Линкольн (1539—1616), сын предыдущего;
- Томас Клинтон, 3-й граф Линкольн (1568—1619), сын предыдущего;
- Теофилус Клинтон, 4-й граф Линкольн (1600—1667), старший сын предыдущего;
- Эдвард Клинтон, 5-й граф Линкольн (ум. 1692), внук предыдущего;
- Фрэнсис Клинтон, 6-й граф Линкольн (1635—1693), внук Эдварда Клинтона, младшего сына Генри Клинтона, 2-го графа Линкольн;
- Генри Клинтон, 7-й граф Линкольн (1684—1728), сын предыдущего;
- Джордж Клинтон, 8-й граф Линкольн (1718—1730), сын предыдущего;
- Генри Пелэм-Клинтон (1720—1794), 2-й герцог Ньюкасл-андер-Лайн, 9-й граф Линкольн, брат предыдущего;
- Томас Пелэм-Клинтон (1752—1795), 3-й герцог Ньюкасл-андер-Лайн, 10-й граф Линкольн, сын предыдущего;
- Генри Пелэм-Клинтон (1785—1851), 4-й герцог Ньюкасл-андер-Лайн, 11-й граф Линкольн, сын предыдущего;
- Генри Пелэм-Клинтон (1811—1864), 5-й герцог Ньюкасл-андер-Лайн, 12-й граф Линкольн, сын предыдущего;
- Генри Пелэм-Клинтон (1834—1879), 6-й герцог Ньюкасл-андер-Лайн, 13-й граф Линкольн, сын предыдущего;
- Генри Пелэм-Клинтон (1864—1928), 7-й герцог Ньюкасл-андер-Лайн, 14-й граф Линкольн, сын предыдущего;
- Фрэнсис Пелэм-Клинтон-Хоуп (1866—1941), 8-й герцог Ньюкасл-андер-Лайн, 15-й граф Линкольн, брат предыдущего;
- Генри Пелэм-Клинтон-Хоуп (1907—1988), 9-й герцог Ньюкасл-андер-Лайн, 16-й граф Линкольн, сын предыдущего;
- Эдвард Пелэм-Клинтон (1920—1988), 10-й герцог Ньюкасл-андер-Лайн, 17-й граф Линкольн, правнук Чарльза Пелэм-Клинтона, младшего сына Генри Пелэм-Клинтона, 4-го герцога Ньюкасл-андер-Лайн.
- Эдвард Хорас Файнс-Клинтон, 18-й граф Линкольн (1913—2001), потомок Генри Файнс-Клинтона, младшего сына Генри Клинтона, 2-го графа Линкольн;
- Роберт Эдвард Файнс-Клинтон, 19-й граф Линкольн (род. 1972), внук предыдущего.